# Kozaćke (obwód czernihowski)
Kozaćke (ukr. Козацьке) – wieś na Ukrainie, w obwodzie czernihowskim, w rejonie niżyńskim, w hromadzie Bobrowycia. W 2001 liczyła 877 mieszkańców.